# Mayepea
Genre
Classification APG III (2009)
Synonymes
Selon GBIF (26 avril 2022)
- Chionanthus L., 1753

Mayepea est un genre néotropical de plantes à fleurs de la famille des Oleaceae (familles de l'olivier), et dont l'espèce type est Mayepea guianensis Aubl.. Ce sont des arbres.

## Taxonomie
Mayepea est souvent considéré comme synonyme du genre Chionanthus L., cependant, l'analyse phylogénétique des Oleinae montre que genre Chionanthus est lourdement polyphylétique dans sa conception traditionnelle, et nécessitait de profonds changements taxonomiques,,,,.
L'espèce type, Chionanthus virginicus L. 1753 est très isolée phylogénétiquement, de sorte que les espèces néotropicales doivent en être séparées dans les genres Mayepea Aubl. 1775 et Linociera Sw. ex Schreb. 1791.

## Diagnose

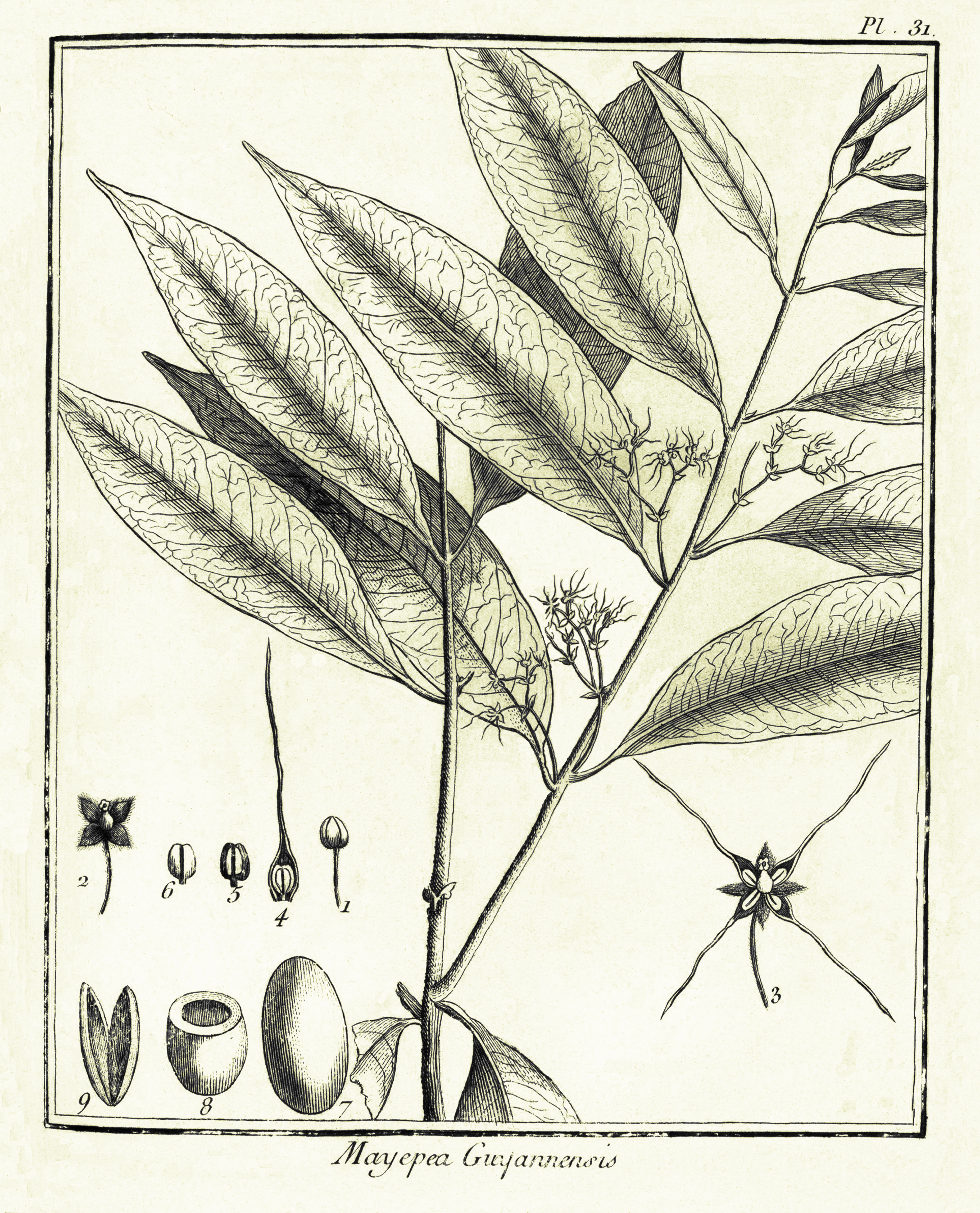
Mayepea guianensis : Planche 31 accompagnant la description du genre Mayepea par Aublet (1775)
Le fruit eſt repréſente dans ſon état naturel. On a ſeulement groſſi toutes les parties de la fleur. - 1. Bouton de fleur. - 2. Calice. Ovaire. Stigmate. - 3. Fleur épanouie. - 4. Un pétale ſéparé. Une étamine. - 5. Étamine ſéparée, ouverte en deux bourſes. - 6. Étamine. - 7. Baie. - 8. Baie coupée en travers. - 9. Amande partagée en deux cotylédons.

En 1775, le botaniste Aublet propose la diagnose suivante : 
« MAYEPEA. (Tabula 31.)

CAL. Perianthium monophyllum, quadripartitum, lacinis acutis.
COR. Petala quatuor, concava, ovata, in filamentum oblongum. definentia, intrà diviſuras calicis inferta. 
STAM. Filamenta quatuor, breviſſima, ungui petalorum inferta. Antheræ oblongæ, biloculares, in cavitate petalorum reconditæ.
PIST. Germen ovatum. Stylus nullus. Stigma craſſiuſculum, expanſum, concavum. 
PER. Drupa, cortice ſucculento, unilocularis ; nux lignoſa, ovata, monoſperma. 

SEM. unicum. »
— Fusée-Aublet, 1775

## Liste d'espèces
Selon Tropicos (26 avril 2022) :
- Mayepea guianensis Aubl.
- Mayepea ramiflora (Roxb.) F. Muell.
- Mayepea verrucosa
- Mayepea welwitschii Knobl.

Selon "The Plant List" :
- Mayepea ferruginea Taub.
- Mayepea gilgiana Volkens
- Mayepea racemosa Merr.